# Eaucourt-sur-Somme
Eaucourt-sur-Somme – miejscowość i gmina we Francji, w regionie Hauts-de-France, w departamencie Somma.
Według danych na rok 2011 gminę zamieszkiwało 411 osób, a gęstość zaludnienia wynosiła 93 osoby/km² (wśród 2293 gmin Pikardii Eaucourt-sur-Somme plasuje się na 599. miejscu pod względem liczby ludności, natomiast pod względem powierzchni na miejscu 932.).